# Teočak (občina)
Teočak (cyrilicí: Теочак) je občina nacházející se v Tuzlanském kantonu v Bosně a Hercegovině. Centrem této občiny je město Teočak-Krstac.

## Geografie
Občina Teočak hraničí na západě s občinou Lopare, na severu a východě s Ugljevik a na jihu se Sapnou. Administrativně se řadí do Tuzlanského kantonu.

### Historie
V 90. letech 20. století během Bosenské války, přijala oblast Teočak několik stovek bosenských uprchlíků převážně ze severovýchodní oblasti země.
Před válkou byl Teočak součástí občiny Ugljevik a svou nezávislost získal na základě Daytonské dohody.

## Náboženství
Nachází se zde jak pravoslavné tak i muslimské obyvatelstvo, převažuje však islám. V občině se nachází celkem sedm mešit.

## Demografie
Dle sčítání obyvatelstva v roce 2013 žije v této občině celkem 7 424 obyvatel.
| Město              | Počet obyvatel | Národost | Národost | Národost | Národost |
| Město              | Počet obyvatel | Bosňané  | Chorvaté | Srbové   | Ostatní  |
| ------------------ | -------------- | -------- | -------- | -------- | -------- |
| Bilalići           | 997            | 997      | 0        | 0        | 0        |
| Brijest            | 5              | 0        | 0        | 5        | 0        |
| Gornja Krčina      | 0              | 0        | 0        | 0        | 0        |
| Jasenje            | 18             | 18       | 0        | 0        | 0        |
| Jasikovac          | 939            | 938      | 1        | 0        | 0        |
| Priboj             | 0              | 0        | 0        | 0        | 0        |
| Sniježnica         | 1 690          | 1 684    | 1        | 1        | 4        |
| Stari Teočak       | 797            | 797      | 0        | 0        | 0        |
| Teočak-Krstac      | 2 763          | 2 749    | 3        | 1        | 10       |
| Tursunovo Brdo     | 215            | 215      | 0        | 0        | 0        |
| Municipality total | 7 424          | 7 398    | 5        | 7        | 14       |